# بولوخوفو
شهر بولوخوفو (به روسی: Болохово) در کشور روسیه و در اوبلاست تولا واقع شده‌است.